# Werner Oberländer
Werner Oberländer (* 28. November 1921; † 2002) war ein Fußballspieler in Thale und Braunschweig, wo er jeweils in der höchsten Fußballklasse spielte.

## Fußballlaufbahn

### Thale bis 1951
Oberländer startete seine Fußball-Laufbahn in der kleinen Harzstadt Thale. Er begann bei der SpVgg. Thale 04 und wechselte später zum Konkurrenzverein SC Preußen Thale. Nach dem Ende des Zweiten Weltkrieges erlebte er 1946 als 24-Jähriger den Neuaufbau des Fußballsports in Thale mit. Die sowjetische Besatzungsmacht hatte alle Sportvereine verboten und gestattete Sportwettkämpfe nur in provisorisch gebildeten Sportgemeinschaften auf Kreisebene. Einer solchen Sportgemeinschaft in Thale schloss sich Oberländer an. 1948 wurde die Sportgemeinschaft von der neu gebildeten Betriebssportgemeinschaft Eisenhüttenwerk Thale übernommen, deren Fußballsektion anschließend mit ihrem Mittelstürmer Oberländer eine erfolgreiche Periode startete. Am 7. April 1950 wurde die BSG EHW Landesmeister von Sachsen-Anhalt durch einen 3:1-Sieg über die BSG Hydrierwerk Zeitz. Nachdem auch die anschließenden Aufstiegsspiele zur DDR-Oberliga erfolgreich gestaltet wurden, spielte die Mannschaft in der Saison 1950/51 in der ersten Liga Ostdeutschlands. Im Laufe der Saison nannte sich die BSG in Stahl Thale um. Als Neuling erreichten die Stahlwerker einen respektablen 6. Platz und gewannen obendrein überraschend den DDR-Fußballpokal mit einem 4:0-Sieg über den Vizemeister Turbine Erfurt. Im Endspiel am 3. September 1950 wurde Oberländer als Mittelstürmer aufgeboten und erzielte in der 80. Minute das zwischenzeitliche 3:0. Zuvor war Oberländer in der Oberliga mit 31 Treffern drittbester Torschütze und war dreimal in der Fußball-Landesauswahl Sachsen-Anhalt eingesetzt geworden. Außerdem gehörte er zum 30-köpfigen Kader der provisorischen DDR-Fußballauswahl und bestritt mit ihr fünf Spiele, in denen er zwei Tore erzielte.
Bereits 1950 war Oberländer in den neu gegründeten Fachausschuss Fußball des Deutschen Sportausschusses gewählt worden, dem Vorläufer des späteren Deutschen Fußball-Verbandes der DDR. Neben ihm wurden unter anderen auch die später als Fußballtrainer bekannt gewordenen Alfred Kunze und Georg Buschner berufen. Am 27. April 1951 veröffentlichte die DDR-Sportzeitung Deutsches Sportecho ihr Umfrageergebnis nach den populärsten DDR-Sportlern des Jahres. Als Sieger waren gemeinsam die Fußballspieler Werner Oberländer und Fritz Gödicke gekürt worden.

### Eintracht Braunschweig 1952 bis 1956
Trotz dieser Erfolge und Ehrungen verließ Oberländer im Dezember 1951 Thale und gemeinsam mit den Fußballspielern Winfried Herz, Heinz Wozniakowski und Torwart Heinz Senftleben von Turbine Erfurt die DDR. Bei einem „Gasteinsatz“ im Trikot der BSG Chemie Leipzig hatte Oberländer noch im August vor 65.000 Zuschauern mit zwei Toren gegen den Hamburger SV auf sich aufmerksam gemacht. Das Quartett schloss sich dem niedersächsischen Oberligisten Eintracht Braunschweig an und wurde dort (mit Ausnahme Senftlebens) sofort mit Beginn der Rückrunde 1951/52 statutenwidrig in einem Oberligaspiel gegen Göttingen 05 eingesetzt. Da Eintracht 1:4 verlor, konnte Oberländers Gegentreffer ihm trotzdem angerechnet werden. Am Saisonende spielte die Affäre keine Rolle mehr, da Braunschweig wegen mehr oder weniger nachgewiesenen Bestechungsversuchs in die Amateurliga zwangsversetzt wurde, sodass Oberländer und die anderen ein Jahr zweitklassig spielen mussten. Der Eintracht gelang mit Trainer Edmund Conen der sofortige Wiederaufstieg, und danach spielte Oberländer drei weitere Jahre in der Oberliga Nord, einer der fünf höchsten Spielklassen des Deutschen Fußball-Bundes. In der Oberliga Nord wurde er in 54 Punktspielen eingesetzt und erzielte 21 Tore.

### Rückkehr nach Thale 1956
Im Sommer 1956 kehrte Werner Oberländer nach Thale zurück. Dort wurde er von DDR-Fußballverband zunächst mit einer einjährigen Sperre belegt und spielte ab Mai 1957 wieder für die Mannschaft von Stahl Thale, die inzwischen bis in die drittklassige II. DDR-Liga abgestiegen war. 1959 beendete er seine Laufbahn als aktiver Fußballspieler. Für Thale hatte er insgesamt 141 Punktspiele bestritten, in denen er 107 Tore erzielt hatte. Auf die DDR-Oberliga entfallen davon 42 Spiele und 38 Tore, mit denen er zum besten Oberligatorschützen der Thalenser wurde. Anschließend übernahm Oberländer für viele Jahre das Training der BSG Stahl Thale.
1998 wurde Oberländer Ehrenbürger der Stadt Thale.